# Roznicze
Roznicze (ukr. Розничі) – wieś na Ukrainie, w obwodzie wołyńskim, w rejonie maniewickim. W 2020 roku liczyła 740 mieszkańców.